# Panaspis thomensis
Panaspis thomensis (змієокий сцинк сан-томейський) — вид сцинкоподібних ящірок родини сцинкових (Scincidae). Ендемік Сан-Томе і Принсіпі. Раніше вважався конспецифічним з Panaspis africana.

## Поширення і екологія
Сан-томейські змієокі сцинки мешкають на острові Сан-Томе, а також на сусідніх острівцях Ролаш і Сантана у Гвінейській затоці. Вони живуть у вологих тропічних лісах і вторинних заростях, трапляються в садах.